# 김윤일 (야구인)
김윤일(1978년 5월 22일 ~ )은 전 KBO 리그 야구 선수의 포수이다.

## 출신학교
- 1995 ~ 1998 : 신일고등학교

## 수상
- 1996 황금사자기 미기상